# Craig Smith (cestista)
Craig Smith (Inglewood, 10 novembre 1983) è un ex cestista statunitense, professionista nella NBA, in Europa e in Asia.

## Carriera
È stato selezionato dai Minnesota Timberwolves al secondo giro del Draft NBA 2006 (36ª scelta assoluta).

## Statistiche

### College
| Anno      | Squadra          | PG  | PT  | MP   | TC%  | 3P%  | TL%  | RP  | AP  | PRP | SP  | PP   |
| --------- | ---------------- | --- | --- | ---- | ---- | ---- | ---- | --- | --- | --- | --- | ---- |
| 2002-2003 | Boston C. Eagles | 31  | 28  | 31,9 | 60,3 | 20,0 | 68,0 | 7,9 | 1,3 | 0,9 | 0,9 | 19,9 |
| 2003-2004 | Boston C. Eagles | 34  | 34  | 32,9 | 55,3 | 36,8 | 57,2 | 8,3 | 1,4 | 1,5 | 0,9 | 16,9 |
| 2004-2005 | Boston C. Eagles | 29  | 29  | 34,6 | 50,4 | 23,8 | 67,1 | 8,5 | 1,7 | 1,6 | 0,4 | 18,0 |
| 2005-2006 | Boston C. Eagles | 36  | 36  | 36,3 | 57,3 | 8,3  | 64,3 | 9,4 | 3,0 | 1,2 | 0,8 | 17,6 |
| Carriera  | Carriera         | 130 | 127 | 34,0 | 55,8 | 23,9 | 64,3 | 8,6 | 1,9 | 1,3 | 0,8 | 18,1 |

### NBA

#### Regular Season
| Anno      | Squadra             | PG  | PT | MP   | TC%  | 3P%  | TL%  | RP  | AP  | PRP | SP  | PP   |
| --------- | ------------------- | --- | -- | ---- | ---- | ---- | ---- | --- | --- | --- | --- | ---- |
| 2006-2007 | Minnesota T'wolves  | 82  | 5  | 18,7 | 53,1 | 0,0  | 62,4 | 5,1 | 0,6 | 0,6 | 0,2 | 7,4  |
| 2007-2008 | Minnesota T'wolves  | 77  | 11 | 20,1 | 56,3 | 0,0  | 66,5 | 4,6 | 0,8 | 0,5 | 0,2 | 9,4  |
| 2008-2009 | Minnesota T'wolves  | 74  | 31 | 19,7 | 56,2 | 0,0  | 67,7 | 3,8 | 1,1 | 0,4 | 0,3 | 10,1 |
| 2009-2010 | L.A. Clippers       | 75  | 2  | 16,4 | 56,9 | 20,0 | 63,5 | 3,8 | 1,1 | 0,4 | 0,3 | 7,8  |
| 2010-2011 | L.A. Clippers       | 48  | 0  | 12,2 | 55,3 | 0,0  | 73,5 | 2,4 | 0,6 | 0,3 | 0,1 | 5,4  |
| 2011-2012 | Portland T. Blazers | 47  | 0  | 9,9  | 50,4 | 0,0  | 71,7 | 2,3 | 0,4 | 0,3 | 0,1 | 3,3  |
| Carriera  | Carriera            | 403 | 49 | 16,9 | 55,3 | 3,7  | 66,1 | 3,9 | 0,8 | 0,5 | 0,2 | 7,6  |

## Palmarès
- NCAA AP All-America Third Team (2006)
- NBA All-Rookie Second Team (2007)